# Kokdodë
Kokdodë – wieś położona w północnej części Albanii w gminie Fierzë. Wieś znajduje się 103 kilometrów od stolicy państwa, Tirany.

## Demografia
Według spisu ludności z 1989 roku we wsi Kokdodë mieszkało 356 mieszkańców.